# ماركرمير
ماركرمير (تنطق بالهولندية: [ˌmɑrkərˈme:r]) هي بحيرة في وسط هولندا بين مقاطعتي شمال-هولندا وفليفولاند وأختها بحيرة آيسل. وهي بحيرة ضحلة بعمق من 3-5 متر، سميت على اسم جزيرة ماركن الصغيرة السابقة، والآن هي شبه جزيرة، التي تقع داخلها.